# Parallelia vulgaris
Parallelia vulgaris är en fjärilsart som beskrevs av Bethune-Baker 1906. Parallelia vulgaris ingår i släktet Parallelia och familjen nattflyn. Inga underarter finns listade i Catalogue of Life.